# بورت دو شامبيريه (مترو باريس)
بورت دو شامبيريه (بالفرنسية: Porte de Champerret)‏ هي محطة مترو تابعة لمترو باريس تقع في فرنسا في الدائرة السابعة عشرة في باريس.[بحاجة لمصدر]